# Фаллон, Кевин
Кевин Фаллон (англ. Kevin Fallon; 3 декабря 1948 года, Малтби, графство Йоркшир, Англия)  — английский и новозеландский футбольный тренер.

## Карьера
Большую часть своей карьеры Фаллон провел в низших английских дивизионах. Помимо этого он несколько лет провел в ирландском "Слайго Роверсе". Завершать свой футбольный путь Фаллон уехал в Новую Зеландию, где он несколько лет был играющим тренером в местных командах. В 1982 году он работал помощником у своего соотечественника Джона Эдсхэда на Чемпионате мира по футболу в Испании. Позднее Фаллон самостоятельно возглавил национальную команду, с которой он проработал четыре года.
В 2008 году тренер стал кавалером новозеландского Ордена Заслуг за развитие футбола в стране. В сентябре 2018 года наставник возглавил сборную Островов Кука по футболу.

## Семья
Сын тренера Рори Фаллон (род. 1982) - известный новозеландский футболист.

## Достижения

### Футболиста
- Финалист Кубка Ирландии (1): 1969/70.

### Тренера
- Чемпион Новой Зеландии (1): 1984.